# Nachts auf den Straßen
Nachts auf den Straßen ist ein deutscher Spielfilm aus dem Jahr 1952 unter der Regie von Rudolf Jugert. Die Hauptrollen sind mit Hans Albers und Hildegard Knef besetzt.

## Handlung
Heinrich Schlüter arbeitet als selbstständiger Fernfahrer. Die Schulden, die er für den Kauf eines Anhängers auf sich genommen hat, drücken und zwingen ihn, immer wieder Extratouren zu fahren. Eines Nachts kommt er auf der Autobahn als erster zu einem Verkehrsunfall, bei dem gerade ein Mann ums Leben gekommen ist. Heinrich findet bei dem Toten einen Umschlag mit 20.000 DM, den er an sich nimmt. Er erfährt wenig später von der eingetroffenen Polizei, dass das nun vermisste Geld aus einem kriminellen Geschäft stammte. Seinen Plan, das Geld sofort zurückzugeben, gibt Heinrich auf, als die Polizei vermutet, dass ein Komplize des Toten mit dem Geld geflüchtet ist. In der gleichen Nacht nimmt Heinrich die attraktive Anhalterin Inge Hoffmann mit. Inge beginnt mit dem verheirateten Heinrich zu flirten, doch der bleibt zunächst standhaft. Einige Tage später trifft er erneut auf Inge. Langsam beginnt der ältere Mann eine Liebesaffäre mit der jungen Frau. Mit dem gestohlenen Geld macht er ihr Geschenke und bezahlt die Schulden für seinen Lastwagenanhänger. Seiner Frau Anna wiederum kauft er einen teuren Pelzmantel und will seiner Tochter eine goldene Uhr schenken. Vor der Familie gibt er vor, im Toto gewonnen zu haben.
Inge führt ein Doppelleben. Neben der Beziehung mit Heinrich ist sie mit dem Kleinkriminellen Kurt liiert, den sie vor Heinrich als ihren Bruder ausgibt. Kurt benötigt für den Schmuggel von Pelzen über die Grenze einen Lastwagen und hatte Inge dazu angestiftet, sich dafür einen Lastwagenfahrer gefügig zu machen. Kurt beginnt Heinrich zu erpressen. Der ist erschüttert und möchte nicht, dass seine Frau von der Beziehung zu Inge erfährt. Daher stellt er sich und seinen LKW für das Verbrechen zur Verfügung. In der Nacht der Tat verursacht Heinrich absichtlich einen Unfall und die Verbrecher können von der Polizei gefasst werden. Heinrich stellt sich der Polizei und gesteht den Diebstahl des Geldes. Er wird jeden Pfennig zurückbezahlen und kehrt geläutert zu seiner Frau Anna zurück.

## Produktion, Hintergrund
Nachts auf den Straßen wurde in den Ateliers der Bavaria Film in Geiselgasteig produziert. Die Außenaufnahmen entstanden auf der Autobahn in der Nähe von Frankfurt am Main, an der Autobahn-Anschlussstelle Opel-Rondell in Frankfurt-Bockenheim und in der Frankfurter Innenstadt, beispielsweise an der Hauptwache. Ludwig Reiber und Rudolf Pfenninger waren für die Bauten zuständig, Georg Richter und Kurt Hartmann für die Produktionsleitung. Margot Hielscher singt in dem Film das Chanson Schwarzer Kaffee von Werner Eisbrenner (Musik) und Fritz Rotter (Text).

## Kritiken
„Der zeitnahe und zeitkritische Film ist realistisch, kunstlos und geradlinig inszeniert. Hans Albers nutzt die Gelegenheit, die besten Seiten seiner Persönlichkeit und seines Naturtalents zu zeigen.“

„Handwerklich perfekt inszenierter Film am Puls der Zeit, in dem Hans Albers in einer seiner besten Rollen glänzt.“

„Schnörkellos direkt, die Balance von Handlungs- und Bilddynamik betonend, inszenierte Jugert diesen Fernfahrerfilm, der die Stimmung der anbrechenden Wirtschaftswunder-Ära reflektierte. Seinem Bemühen um zeitkritischen, ungeschminkten Alltagsrealismus blieb der Regisseur auch in diesem Film treu.“

„Ein Film, der sich ehrlich um ein realistisches Menschenbild bemüht, aber dennoch in manchen der angeschnittenen Fragen an der Oberfläche bleibt.“

## Auszeichnungen
Die Filmbewertungsstelle Wiesbaden verlieh Nachts auf den Straßen das Prädikat „wertvoll“. Der Film war 1952 bei den VI. Internationalen Filmfestspielen von Locarno zu sehen. Die Drehbuchautoren und der Regisseur wurden für ihre Leistung 1953 mit dem Deutschen Filmpreis ausgezeichnet. Der Film wurde außerdem als bester Spielfilm des Jahres ausgezeichnet.